# 諾們達賚

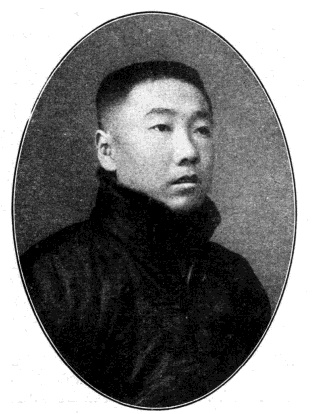
《民國之精華》中的諾們達賚照片

諾們達賚（1883年？—？），字恆山，蒙古族，卓索圖盟喀喇沁右翼旗（今内蒙古自治区喀喇沁旗）人，中華民國大陆时期政治人物。

## 生平
諾們達賚早年一直在原籍喀喇沁右旗生活。中華民國成立後，民國二年（1913年），正式國會成立，諾們達賚被选为外蒙古科布多的中華民國第一屆國會眾議院議員。1914年國會解散。1916年，國會重開，諾們達賚繼續出任眾議院議員。